# Mycena luxaeterna
Mycena luxaeterna es una especie de hongo de la familia Mycenaceae, Se le ha asignado el número MycoBank MB 515160.

## Características
La forma del píleo es convexo, es de color grisáceo amorronada, tomando con la maduración un color amarillento grisáceo pálido. Su diámetros alcanza 2 cm, sus tallos son delgados (8 mm y llegan a medir 6 centímetros de largo, estos se cubren de un gel espeso y emiten un color amarillo verdoso con su bioluminiscencia. El olor es parecido al rábano, lo mismo que su sabor (amargo). 

## Hábitat
El hongo fue descubierto en un área muy limitada de la selva tropical atlántica de São Paulo, Brasil, y se sabe que existe sólo en este lugar. Crece en las ramas en descomposición, en raras ocasiones sobre hojas secas o maleza, en grupos de dos a veinte ejemplares.

## Usos
El hongo de la luz eterna no tiene valor nutricional conocido, no contiene ningún alucinógenos conocido. Su rareza extrema significa que nunca ha sido común en la cocina.